# 쌀도적과
쌀도적과(㐘盜賊科, Trogossitidae 트로고시티다이[*])는 쌀도적, 느치 등의 곤충이 속하는, 딱정벌레목에 딸린 한 과다. 산하 28속이 있다.